# CosmicConnexion
CosmicConnexion ist ein französischer 160-minütiger Dokumentarfilm aus dem Jahre 2006 unter der Regie von Marie Cuisset und Anne Jaffrennou. Der Film entstand als Koproduktion von Cargo Films und ARTE in Zusammenarbeit mit dem Centre national d’études spatiales (CNES), die am 30. September 2006 in Französisch und Deutsch auf ARTE ausgestrahlt und parallel von einer Parabolantenne der CNES in Aussaguel bei Toulouse in Richtung Errai – einem 45 Lichtjahre entfernten Doppelsternsystem im Sternbild Kepheus, in dem ein Exoplanet nachgewiesen wurde – abgestrahlt wurde. Der Film stellt somit auch eine Botschaft der Menschheit an Außerirdische dar. Es handelt sich damit nach den Sonden Pioneer 10, Pioneer 11, Voyager 1, Voyager 2, der Arecibo-Botschaft und zwei Botschaften (1999 und 2003) von einem ukrainischen Radioteleskop in Jewpatorija um einen erneuten Versuch, mit Außerirdischen Kontakt aufzunehmen.
Vor der Ausstrahlung konnten Zuschauer per Internet eigene Vorschläge oder gar ganze Videobotschaften einsenden, die dann in die eigentliche Sendung eingebaut wurden. Zusammen mit den normalen, nach Themen sortierten Beiträgen der Sendung gelang so ein besonders ungewöhnlicher und detaillierter Einblick in die menschliche Kultur.

## Themenbeiträge der Sendung
- der menschliche Körper und seine Entwicklung
- soziale Strukturierung und Arbeitsleben
- Liebe und Sexualität
- Krieg
- unsere Vorstellung von Außerirdischen
- vorherige Kontaktversuche
- technische Entwicklung der Menschheit
- verschiedene Videoeindrücke von der Erde